# Halliyur *, Sakleshpur
Halliyur * là một làng thuộc tehsil Sakleshpur, huyện Hassan, bang Karnataka, Ấn Độ.